# Girondelle
Girondelle is een gemeente in het Franse departement Ardennes (regio Grand Est) en telt 161 inwoners (2021). De plaats maakt deel uit van het arrondissement Charleville-Mézières. Onder de gemeente Girondelle valt ook Foulzy.
In 1973 fuseerde de gemeente Girondelle met die van Foulzy. 

## Geografie
De oppervlakte van Girondelle bedraagt 11,5 km², de bevolkingsdichtheid is 12,1 inwoners per km².
De onderstaande kaart toont de ligging van Girondelle met de belangrijkste infrastructuur en aangrenzende gemeenten.

## Demografie
Onderstaande figuur toont het verloop van het inwonertal (bron: INSEE-tellingen).

Vanwege een beveiligingsprobleem met de MediaWiki Graph-software is het momenteel niet mogelijk deze grafiek weer te geven. Zodra de software is bijgewerkt zal de grafiek vanzelf weer zichtbaar worden.

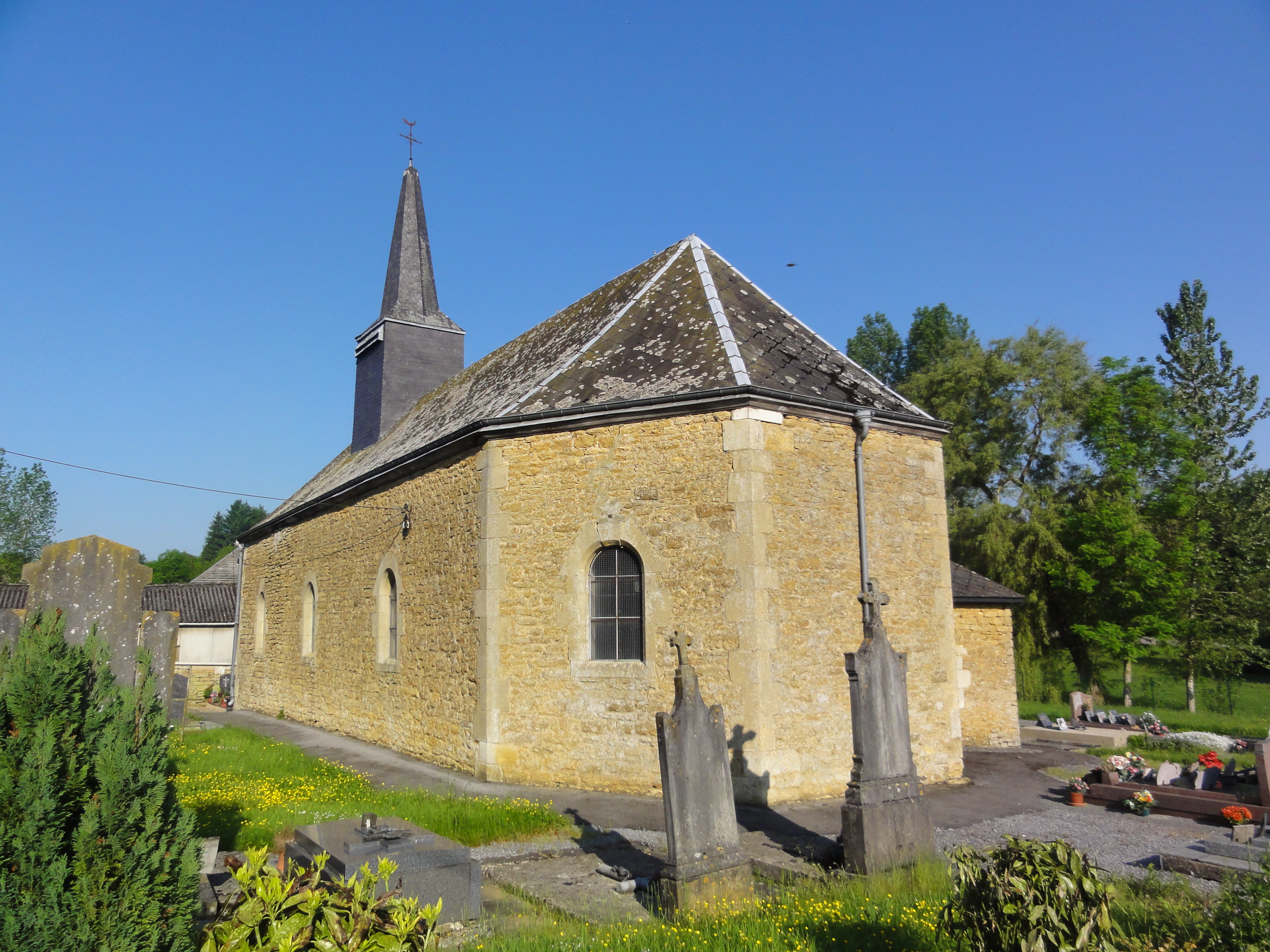
Kerk Saint-Nicaise van Girondelle
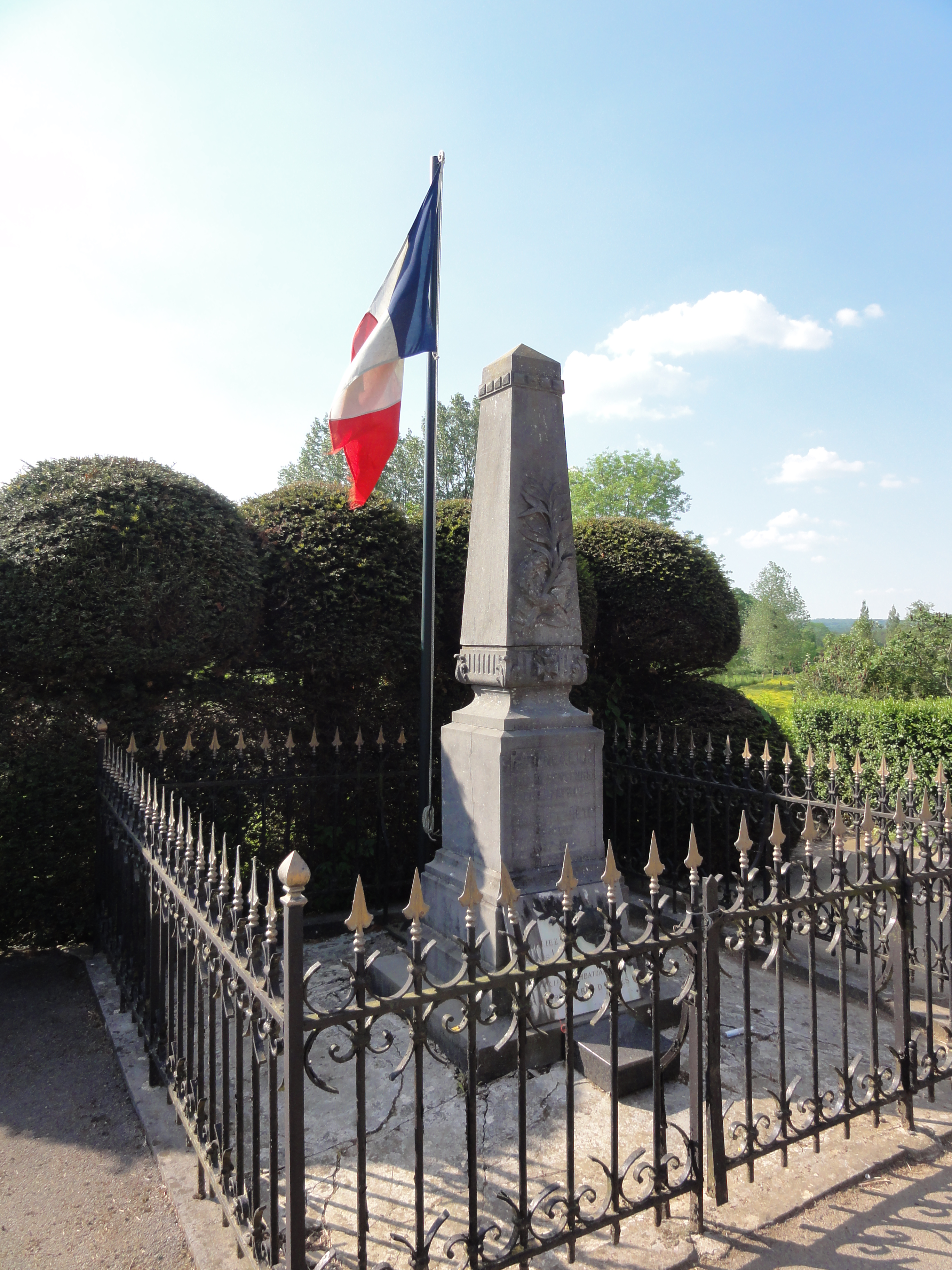
Oorlogsmonument van Girondelle
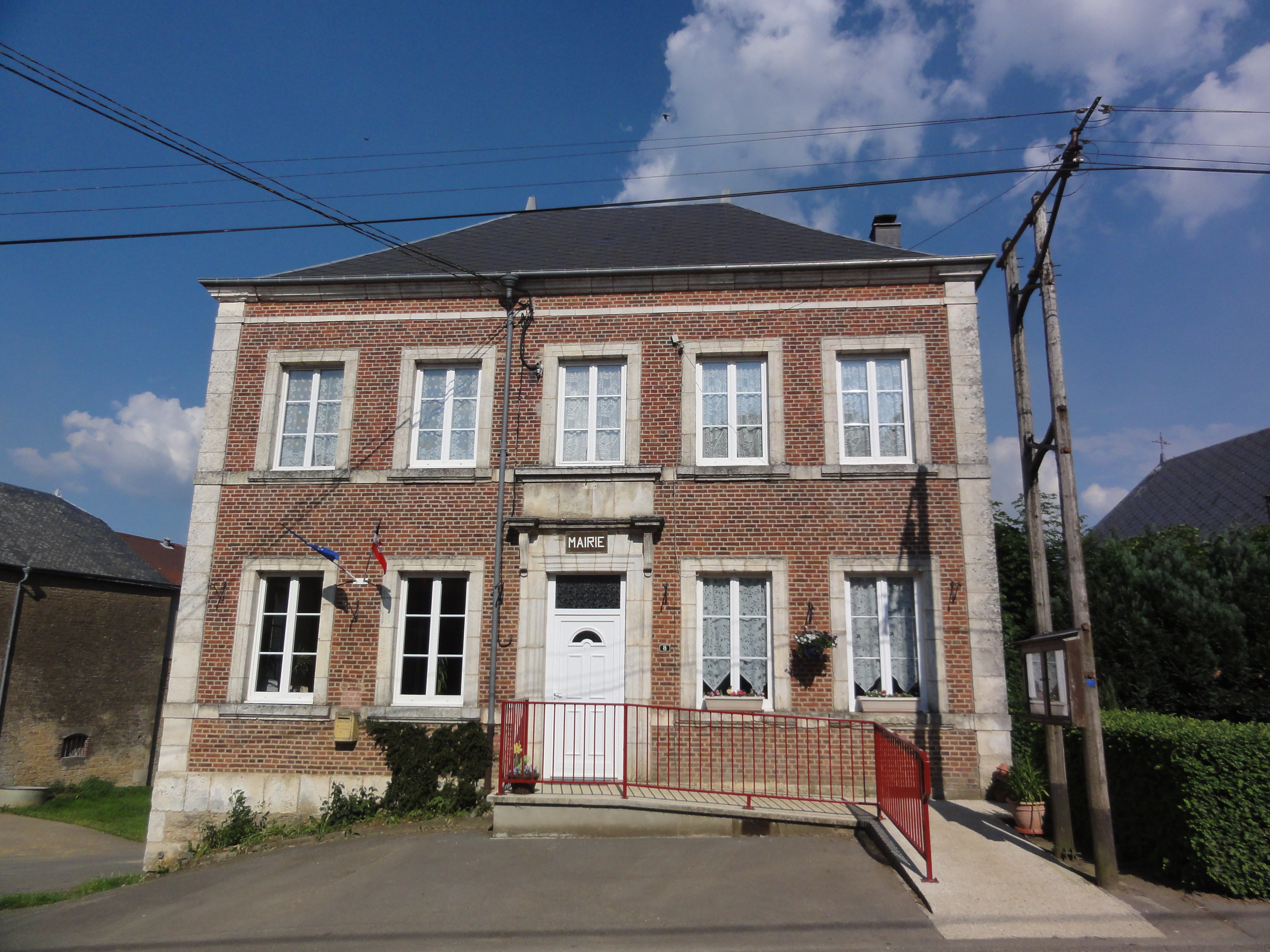
Voormalig gemeentehuis van Foulzy
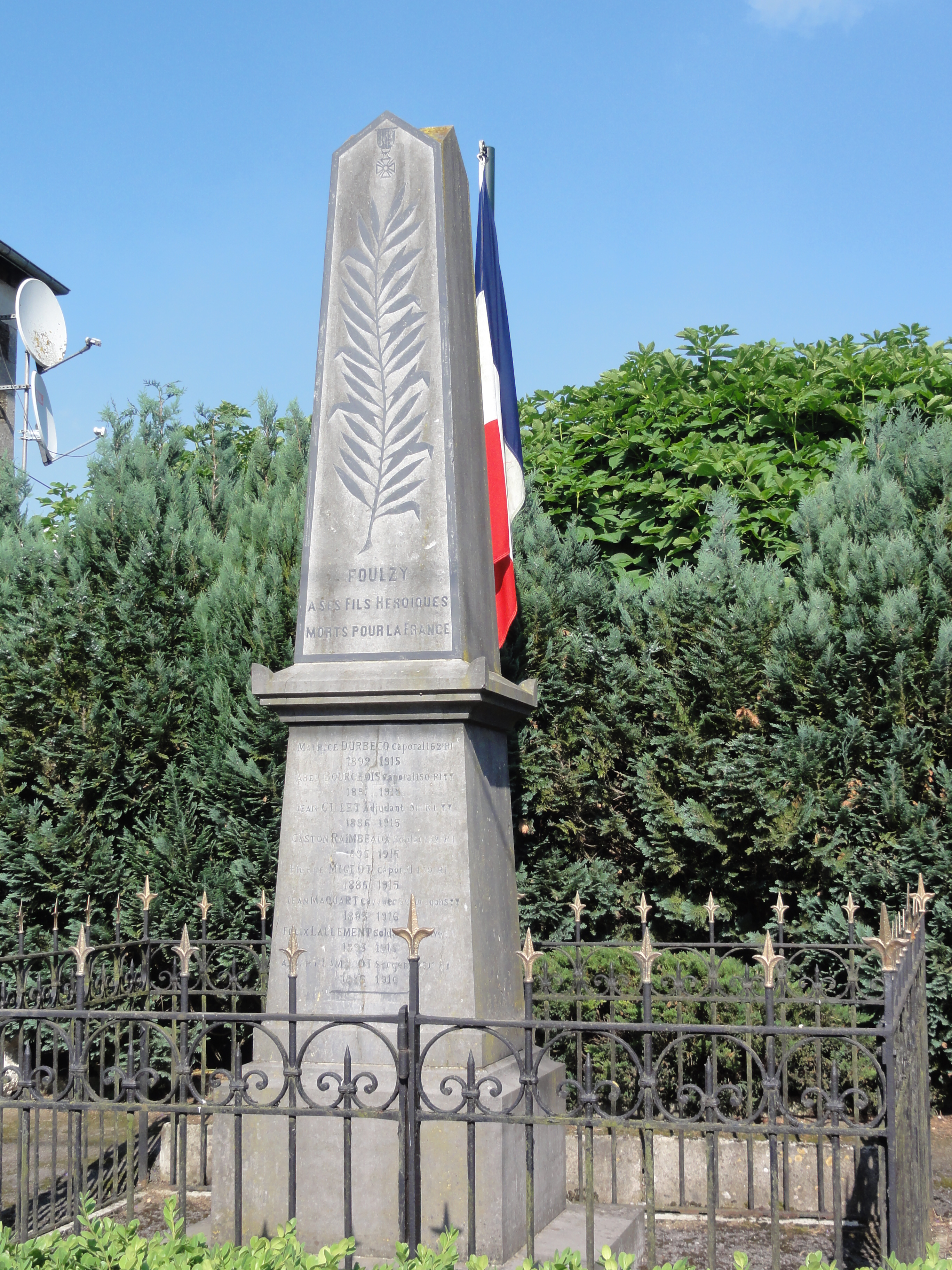
Oorlogsmonument van Foulzy
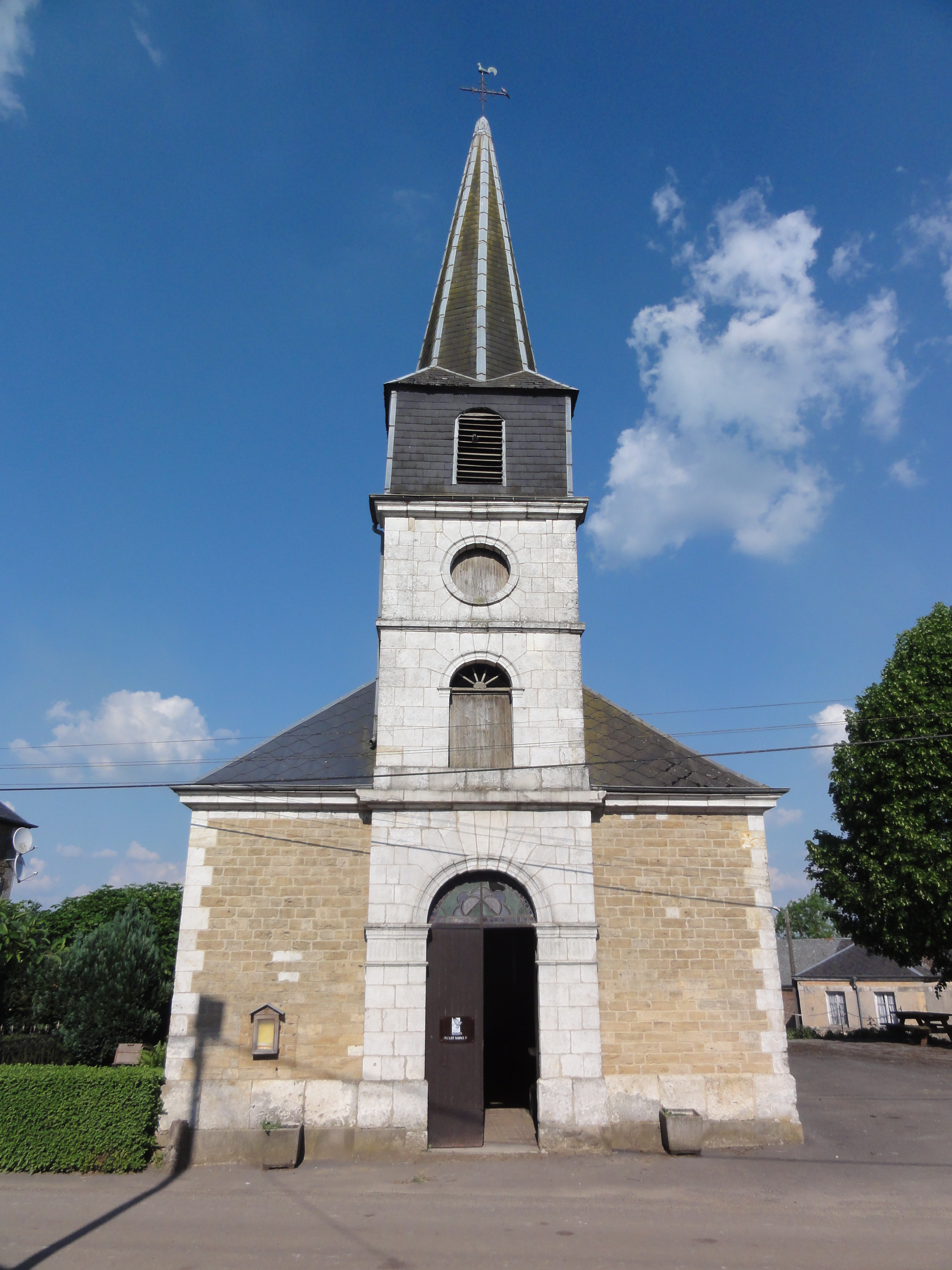
Kerk Saint-Remi van Foulzy
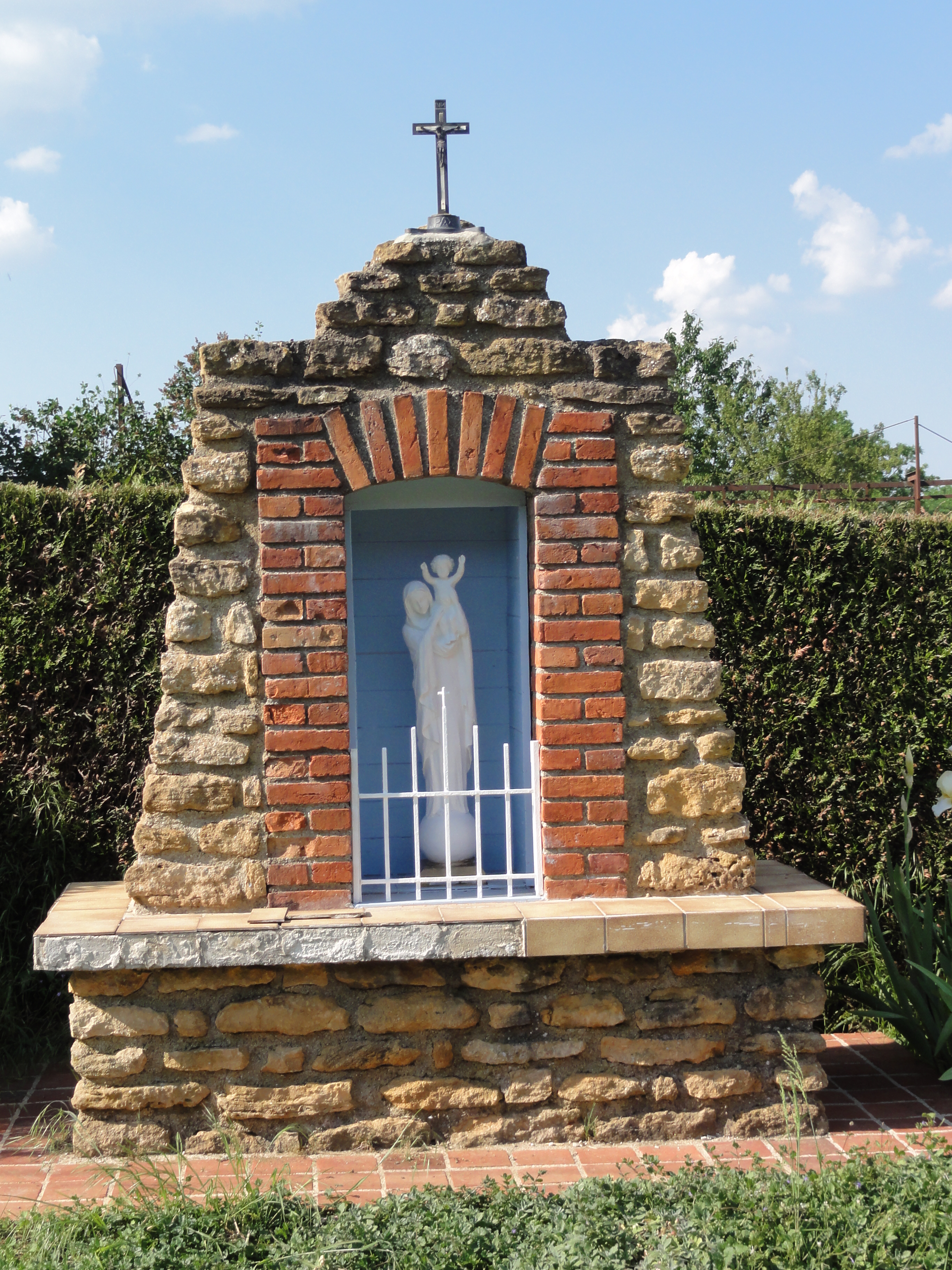
Wegkapel in Foulzy